# 산양초등학교 오비분교
산양초등학교 오비분교는 경상남도 통영시 산양읍 오비도길 118-10 (풍화리)에 있었던 초등학교 분교이다.

## 연혁
- 1946년 10월 5일 풍화공립국민학교 오비분교장 2학급 인가
- 1969년 7월 1일 오비국민학교 승격 개교
- 1972년 6월 5일 운동장 확장
- 1981년 8월 3일 전마선 진수식 거행
- 1983년 11월 20일 부산 충의 라이온스와 자매결연
- 1984년 11월 17일 서울 신월국민학교와 자매 결연
- 1996년 3월 1일 산양초등학교 오비분교장 격하
- 1998년 2월 28일 폐교